# Gers (řeka)
Gers je řeka v jižní Francii (Midi-Pyrénées, Akvitánie). Její celková délka je 178 km. Plocha povodí měří 1700 km².

## Průběh toku
Pramení na planině Lannemezan u úpatí Pyrenejí. Na dolním toku teče po rovině. Ústí zleva do Garonny.

## Vodní režim
Zdrojem vody jsou dešťové a sněhové srážky. Na jaře má nejvíce vody a v létě nejméně.

## Využití
Vodní doprava je možná na dolním toku. Na řece leží město Auch.